# 中国四川国际投资
中国四川国际投资有限公司（英文：China Sichuan International Investment Limited；简称：川国投）是由四川路桥（600039，SH）出资2000万美元（约合人民币1.35亿元）与控股股东四川铁投集团、四川华西集团、成都兴城集团合资成立中国四川国际投资有限公司，注册资本2亿美元，总部设在香港中环花园道一号中銀大廈，四家公司出资占比分别为10%、50%、20%和20%。
2021年5月，四川省交通投资集团有限责任公司（四川交投集团）和四川省铁路产业投资集团有限责任公司（四川铁投集团），通过新设合并方式组建蜀道投资集团有限责任公司，目前其为川国投的大股东。